# Love Symbol Album
Albums de Prince & the New Power Generation
Diamonds and Pearls
(1991) Come
(1994)
Love Symbol Album ou Love Symbol (O(+>) est le 10e album studio (le 14e en incluant les bandes-son) de Prince publié le 13 octobre 1992 via Paisley Park Records et Warner Bros. Records. L'album a été désigné comme l'album Love Symbol en raison de son symbole imprononçable, ou tout simplement un symbole. Il s'agit aussi du second album de Prince accompagné du groupe New Power Generation.
Contrairement à Diamonds and Pearls ouvertement plus mainstream (grand public), Prince laisse un peu plus de place à Tony Mosley (crédité comme Tony M.), rappeur du groupe et aux techniques utilisées dans les disques de Hip-Hop comme les samples (ou échantillonnage) de ses propres titres ou d'autres groupes (un titre du groupe NWA dans Arrogance, entre autres). Cependant, l'auditeur notera l'absence de Rosie Gaines dans ce projet.
L'album a atteint la première position dans les charts dans plusieurs pays dont l'Australie, l'Autriche et le Royaume-Uni. Quant aux États-Unis, l'album s'est classé à la 5e position au Billboard 200 le 31 octobre 1992 et à la 8e position au Billboard Top R&B/Hip-Hop Albums le 5 décembre 1992.

## Liste des titres
| No | Titre                                             | Durée |
| -- | ------------------------------------------------- | ----- |
| 1. | My Name Is Prince (Prince, Tony Mosley)           | 6:25  |
| 2. | Sexy M.F. (Prince, Tony Mosley, Levi Seacer, Jr.) | 5:25  |
| 3. | Love 2 The 9's                                    | 5:46  |
| 4. | The Morning Papers                                | 4:02  |
| 5. | The Max                                           | 4:31  |
| 6. | Segue                                             | 0:21  |
| 7. | Blue Light                                        | 4:38  |
| 8. | Wanna Melt With You                               | 3:51  |
| 9. | Sweet Baby                                        | 4:01  |

| No  | Titre                                            | Durée |
| --- | ------------------------------------------------ | ----- |
| 10. | The Continental                                  | 5:31  |
| 11. | Damn U                                           | 4:04  |
| 12. | Arrogance                                        | 1:38  |
| 13. | The Flow (Prince, Tony Mosley)                   | 2:28  |
| 14. | 7 (en) (Prince, Lowell Fulson, Jimmy McCracklin) | 5:09  |
| 15. | And God Created Woman                            | 3:18  |
| 16. | 3 Chains O' Gold                                 | 6:03  |
| 17. | Segue (avec Kirstie Alley)                       | 1:30  |
| 18. | The Sacrifice of Victor                          | 5:42  |

### Personnel
- Prince - chants, guitares, basse, claviers, batterie
- Levi Seacer, Jr. - guitares, chœurs
- Sonny Thompson - basse, chœurs
- Tommy Barbarella - claviers, chœurs
- Michael Bland - batterie
- Kirk Johnson, Damon Dickson - ambiance, chœurs
- Tony Mosley (dit Tony M.) - rap
- Clare Fischer : arrangement de cordes sur Damn U.

### Crédits
- Arrangement: Prince and the New Power Generation
- Produit par: Prince and the New Power Generation
- Tous les titres ont été écrits et composés par Prince, sauf indication (ci-dessus).
- Carmen Electra, protégée de Prince à l'époque, apparaît dans le titre The Continental avec une version du titre Tell me how U wanna b done, qui se retrouvera sur le triple album, Crystal Ball, dans son mix original.
- Kirstie Alley "Vanessa Bartholomew (journaliste KLCA)"

## Singles
1. Sexy M.F. (30 juin 1992)
2. My Name Is Prince (29 septembre 1992)
3. 7 (17 novembre 1992)
4. Damn U (17 novembre 1992)
5. The Morning Papers (3 avril 1993)

## Charts
| Pays             | Chart              | Meilleure position | Total semaine | Réf    |
| ---------------- | ------------------ | ------------------ | ------------- | ------ |
| Australie        | ARIA Charts        | 1                  | 15            | [ 3 ]  |
| Autriche         | Ö3 Austria Top 40  | 1                  | 16            | [ 4 ]  |
| États-Unis       | Billboard 200      | 5                  | 34            | [ 6 ]  |
| États-Unis       | R&B/Hip-Hop Albums | 8                  | 35            | [ 6 ]  |
| Norvège          | VG-lista           | 10                 | 3             | [ 7 ]  |
| Nouvelle-Zélande | Rianz              | 4                  | 14            | [ 8 ]  |
| Pays-Bas         | MegaCharts         | 6                  | 16            | [ 9 ]  |
| Royaume-Uni      | UK Albums Chart    | 1                  | 21            | [ 5 ]  |
| Suède            | Sverigetopplistan  | 10                 | 4             | [ 10 ] |
| Suisse           | Swiss Music Charts | 4                  | 12            | [ 11 ] |